# Couso (Coristanco)
Couso (llamada oficialmente San Miguel de Couso) es una parroquia y una aldea española del municipio de Coristanco, en la provincia de La Coruña, Galicia.

## Entidades de población
Entidades de población que forman parte de la parroquia:
- Bormoxoyo[6] (Bormoxoio)
- Brenlla
- Couso
- Currás de Abaixo
- Currás de Arriba
- Esternande
- Furoca (A Furoca)
- Pereiras
- Ribela (A Ribela)
- Ventoso
- Vilar (O Vilar)

## Demografía

### Parroquia
| Gráfica de evolución demográfica de Couso (parroquia) entre 2000 y 2019 |
|                                                                         |
| Datos según el nomenclátor publicado por el INE.                        |

### Aldea
| Gráfica de evolución demográfica de Couso (aldea) entre 2000 y 2019 |
|                                                                     |
| Datos según el nomenclátor publicado por el INE.                    |